# Silvaneh
Silvaneh (Perzisch: سيلوانه), of Sīlvāneh, is een stad in de provincie Āz̄arbāyjān-e Gharbī, Iran. In 2011 had Silvaneh 1,490 inwoners.